# Socialdemokratisk ungdom

Demarinuoret

Socialdemokratisk ungdom, på finska Sosialidemokraattiset Nuoret eller Demarinuoret, är ett politiskt ungdomsförbund i Finland som grundades 1959. Organisationen är Finlands socialdemokratiska partis ungdomsförbund.
Förbundets räknar sitt ursprung från det ungdomsförbund som från 1906 verkade inom den odelade arbetarrörelsen (Suomen sosialidemokraattinen nuorisoliitto). Ur detta förbund som efter 1918 togs över av Finlands kommunistiska parti (FKP) bröt sig socialdemokraterna ut och grundade år 1921 ett eget förbund, Sosialidemokraattinen työläisnuorisoliitto. Detta erövrades i sin tur på 1950-talet av Arbetarnas och småbrukarnas socialdemokratiska förbund (ASSF), vilket ledde till det nuvarande förbundet bildades 1959 under namnet Socialdemokratiska ungdomens centralförbund (finska: Sosialidemokraattisen nuorison keskusliitto, SNK) och 1992 antog sitt nuvarande namn. 
Organisationen verkar för förbättrandet av ungdomens sociala, ekonomiska och kulturella villkor samt för spridandet av de socialdemokratiska idéerna. En av de 15 distriktsorganisationerna är Finlands svenska unga socialdemokrater. Förbundet hade 2005 omkring 12 000 medlemmar i 266 lokala klubbar.